# Renqiu
Koordinaten: 38° 42′ N, 116° 5′ O
Renqiu (chinesisch 任丘市, Pinyin Rènqiū Shì) ist eine kreisfreie Stadt, die zum Verwaltungsgebiet der bezirksfreien Stadt Cangzhou in der nordchinesischen Provinz Hebei gehört. Das Verwaltungsgebiet der Stadt hat eine Fläche von 1.036 km² und sie zählt 822.455 Einwohner (Stand: Zensus 2010).